# Josep Antoni Ferrer i Fernández
Josep Antoni Ferrer i Fernández (Andalusia, 1833 - Buenos Aires, Argentina, 1871) fou un escriptor, poeta i llibretista.
El 1859 va fundar a Barcelona la revista liberal en català El Café.
Va ser l'autor de diversos llibrets d'obres líriques, com el conjunt de quatre peces que, amb música de Francesc Porcell, es van dedicar els anys 1859-1860 al Batalló de Voluntaris Catalans a la guerra del Marroc, i que es van publicar més tard sota el nom comú de Los catalans en Àfrica:
- A l'Àfrica, Minyons! (26 de novembre de 1859)[3]
- Minyons, ja hi som!
- Ja hi van a l'África (29 de gener de 1860)[4]
- Ja tornan! (1860)

En algun moment, abans de març de 1865 va marxar a l'Argentina, on segons la revista La Ilustración Española y Americana, de gener de 1871, va morir a un poblet de Buenos Aires víctima d'un brau.